# العلاقات الإثيوبية السيشلية
العلاقات الإثيوبية السيشلية هي العلاقات الثنائية التي تجمع بين إثيوبيا وسيشل.

## مقارنة بين البلدين
هذه مقارنة عامة ومرجعية للدولتين:
| وجه المقارنة                                              | إثيوبيا                        | سيشل                                                |
| --------------------------------------------------------- | ------------------------------ | --------------------------------------------------- |
| المساحة (كم2)                                             | 1.10 مليون                     | 459                                                 |
| عدد السكان (نسمة)                                         | 104.96 مليون                   | 95.84 ألف                                           |
| الكثافة السكانية (ن./كم²)                                 | 95.42                          | 20.88 ألف                                           |
| العاصمة                                                   | أديس أبابا                     | فيكتوريا                                            |
| اللغة الرسمية                                             | اللغة الأمهرية                 | لغة فرنسية، لغة إنجليزية، اللغة الكريولية السيشيلية |
| العملة                                                    | بير إثيوبي                     | روبية سيشلية                                        |
| الناتج المحلي الإجمالي (بليون دولار)                      | 80.56 مليار                    | 1.49 مليار                                          |
| الناتج المحلي الإجمالي (تعادل القوة الشرائية) بليون دولار | 161.90 مليار                   | 2.54 مليار                                          |
| الناتج المحلي الإجمالي الاسمي للفرد دولار أمريكي          | 619                            | 15.48 ألف                                           |
| الناتج المحلي الإجمالي للفرد دولار أمريكي                 | 1.50 ألف                       | 26.42 ألف                                           |
| مؤشر التنمية البشرية                                      | 0.442                          | 0.772                                               |
| رمز المكالمات الدولي                                      | +251                           | +248                                                |
| رمز الإنترنت                                              | .et                            | .sc                                                 |
| المنطقة الزمنية                                           | ت ع م+03:00، توقيت شرق أفريقيا | ت ع م+04:00                                         |

## منظمات دولية مشتركة
يشترك البلدان في عضوية مجموعة من المنظمات الدولية، منها:
| علم المنظمة | اسم المنظمة                                 | تاريخ انضمام إثيوبيا | تاريخ انضمام سيشل |
| ----------- | ------------------------------------------- | -------------------- | ----------------- |
|             | الاتحاد البريدي العالمي                     | ?                    | ?                 |
|             | منظمة حظر الأسلحة الكيميائية                | ?                    | 29 أبريل 1997     |
|             | الأمم المتحدة                               | 13 نوفمبر 1945       | 21 سبتمبر 1976    |
|             | الاتحاد الأفريقي                            | ?                    | ?                 |
|             | وكالة ضمان الاستثمار متعدد الأطراف          | 13 أغسطس 1991        | 15 سبتمبر 1992    |
|             | منظمة الشرطة الجنائية الدولية               | ?                    | 1 سبتمبر 1977     |
|             | مؤسسة التمويل الدولية                       | 20 يوليو 1956        | 11 يونيو 1981     |
|             | مجموعة دول أفريقيا والكاريبي والمحيط الهادئ | ?                    | ?                 |
|             | البنك الدولي للإنشاء والتعمير               | 27 ديسمبر 1945       | 29 سبتمبر 1980    |
|             | الاتحاد الدولي للاتصالات                    | 20 فبراير 1932       | 17 سبتمبر 1999    |
|             | البنك الإفريقي للتنمية                      | ?                    | ?                 |
|             | الفريق المعني برصد الأرض                    | ?                    | ?                 |
|             | يونسكو                                      | 1 يوليو 1955         | 18 أكتوبر 1976    |

## وصلات خارجية
- موقع وزارة الخارجية الإثيوبية